# Justin Jesso
Justin Jesso (* 10. Juni 1994 in Chicago als Justin Stein) ist ein US-amerikanischer Sänger und Songwriter.

## Leben
Jesso schrieb bereits im Alter von zehn Jahren Songs. Heute schreibt er unter anderem Songs für Ricky Martin, Maluma, Backstreet Boys und Armin van Buuren.
2017 wurde er international bekannt, als er im Lied Stargazing von DJ Kygo als Sänger und Songwriter mitwirkte.
2020 sang er mit mehreren Sängern, unter anderem Nico Santos, Stefanie Heinzmann und Sasha, das Lied Best of Us.
2022 nahm Jesso für Illinois beim American Song Contest teil.

## Diskografie

### EPs
- 2019: Let It Be Me
- 2022: Finding The Opposite Of Loneliness

### Singles
- 2016: Lovin’ You (Glowinthedark mit Justin Stein)
- 2016: Better (Atomic mit Justin Stein)
- 2016: Stargazing (Kygo mit Justin Jesso)
- 2017: My Body
- 2018: Stitch Em Up (Frank Walker mit Justin Jesso)
- 2019: Getting Closer
- 2019: Let It Be Me (mit Nina Nesbitt)
- 2019: As Far As Feelings Go (Alle Farben mit Justin Jesso)
- 2019: Bigger than (Seeb mit Justin Jesso)
- 2019: If you’re meant to come back
- 2020: Best of Us (als Teil des Künstlerprojekts WIER)
- 2020: Too good to lose
- 2020: They don’t know me (Papa Zeus mit Justin Jesso)
- 2021: Spinnin’ (Lovra mit Justin Jesso)
- 2021: Under (Sebastian Fitzek mit Justin Jesso)
- 2021: The End
- 2021: Clarity
- 2022: Come clean (Adventure Club & Prince Fox mit Justin Jesso)
- 2022: 400 Trillion
- 2022: Lifeline (als Teilnehmer des American Song Contest)
- 2022: Lose ya
- 2022: I’ll be there (Andrea Berg mit Justin Jesso)
- 2022: Me without us (Matisse & Sadko, DJ Raiden mit Justin Jesso)
- 2022: Time Machine (Petey Martin mit Justin Jesso)
- 2023: Beautiful World (Michael Bolton mit Justin Jesso)
- 2023: Sound of Freedom (Sound of Freedom Soundtrack/Titelsong)
- 2025: Unreasonable